# Електротеплова аналогія

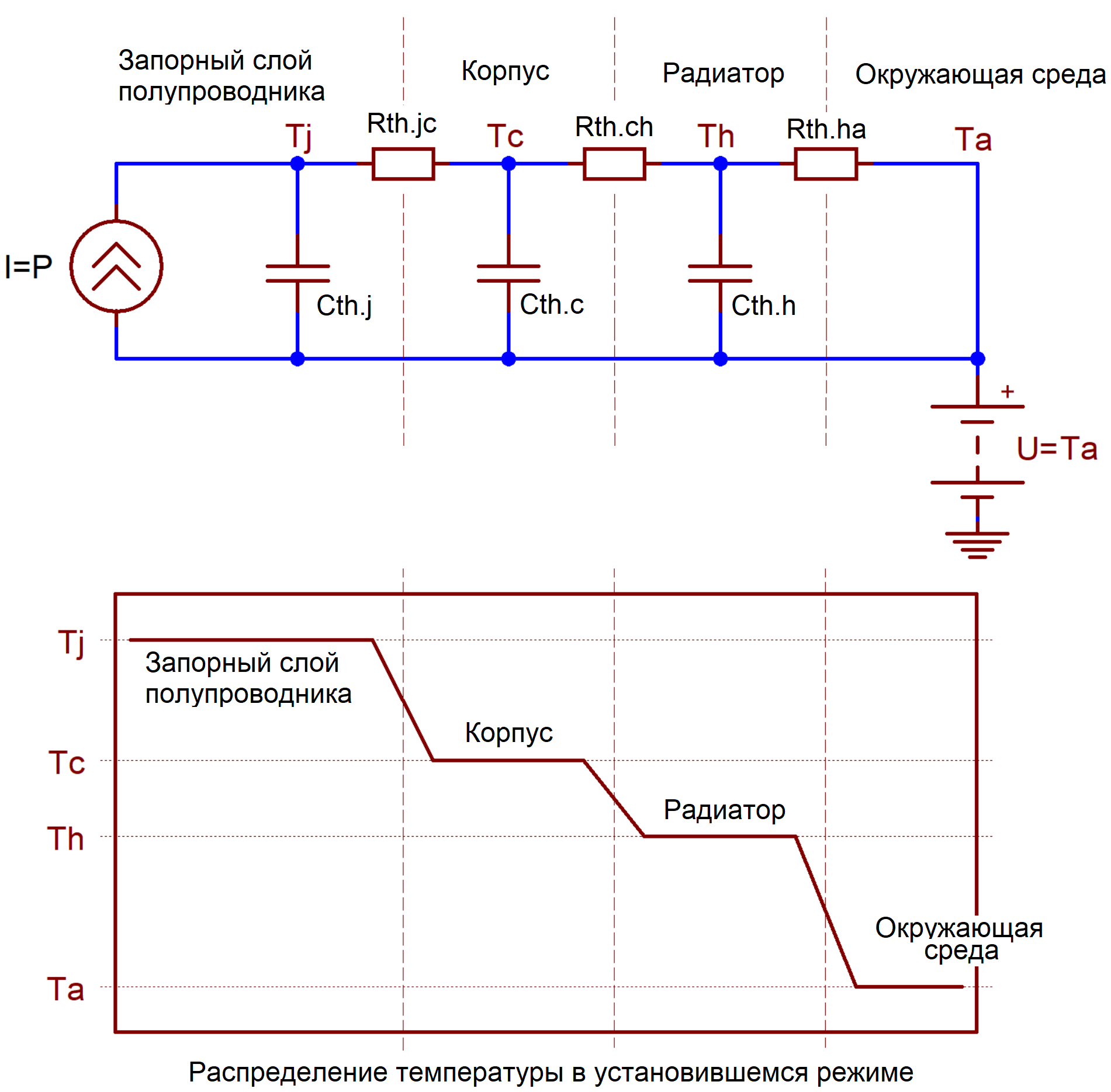
Тепловая RC-модель транзистора, встановленного на радіаторе. Тепловые опори Rth характеризують режим, що встановився, теплоємності Cth — перехідні процеси при зміні потужності P, що виділяється на колекторі. Теплоємність навколишнього середовища приймається нескінченно великою.

Електротеплова аналогія — метод розрахунку теплових систем, що зводить їх розрахунок до розрахунку еквівалентних лінійних електричних схем. Для цього теплові величини (температура, кількість теплоти, тепловий потік…) замінюються їх електричними аналогами (напруга, заряд, струм…). Потім розраховують електрична схема і знаходять шукану теплову величину. 
Метод спирається на тотожність математичного апарату теплофізики і електротехніки: поширення тепла та електричного струму описується одними і тими ж диференціальними рівняннями, при цьому вимірювання електричних характеристик реальних об'єктів простіше. Теорія розрахунку електричних кіл досить добре вивчена, є багато різних методів розрахунку, і навіть комп'ютерних програм, виконують необхідні обчислення. Тому, привівши теплову схему до її електричного аналога, вже не є проблемою зробити необхідні обчислення.